# 日夏百合繪
日夏 百合繪（ひなつ ゆりえ、1906年1月 - 没年不詳）は、日本の女優である。新漢字表記日夏 百合絵。本名水野 千代子（みずの ちよこ）、旧芸名日夏 百合江、日夏 ゆりえ。1920年代末の松竹蒲田撮影所にわずかに在籍した、新劇出身の主演女優、第1期準幹部女優である。

## 人物・来歴
1906年（明治39年）1月、高知県高知市に生まれる。
坪内逍遥の「文芸協会」出身の新劇俳優、佐々木積に師事、満20歳になった1926年（大正15年）、青い鳥劇団によるウィリアム・シェイクスピアの戯曲『ハムレツト』の公演で初舞台を踏む。同年5月、山本有三の戯曲『生命の冠』の上演には、佐々木積、御橋公、佐々木積の娘・夏川静江らとともに出演している。このころの芸名は「日夏 百合江」で、同年には、伊藤大輔の伊藤映画研究所が、直木三十三（のちの直木三十五）の聯合映画芸術家協会と共同製作した、三上於菟吉の同年の小説の映画化『日輪 前篇』に、夏川静江とともに出演した記録がみられる。同年9月には、村山知義が自らの戯曲『兄を罰せよ』を上演する際に、佐々木から日夏を借り受け、出演させている。翌1927年（昭和2年）には、直木を支援した牧野省三と連帯した高松豊次郎が主宰するタカマツ・アズマプロダクションが製作した2本の時代劇に、「日夏 ゆりえ」の名で出演した記録がある。同年4月には、アプトン・シンクレアの戯曲『二階の男』の青い鳥劇壇の公演で、ヘレン・オースティンを演じた。
満22歳となった1928年（昭和3年）、井上正夫の紹介で松竹蒲田撮影所に入社、「日夏 百合繪」と改名して、島津保次郎の監督作品に多く出演した。島津監督の『春ひらく』では主演、小津安二郎が監督した『カボチヤ』で主役の斎藤達雄の妻を演じ、清水宏監督の『山彦』では、主役の河原侃二の妻を演じた。同年に発行された『日本映画俳優名鑑 昭和四年版』（明潮社）には、入社前に井上の指導で1年間程度、劇場に出演していた旨の記述があり、ほかには、趣味は「社交ダンスと水泳」、住居は「府下蒲田町松竹キネマ蒲田スタヂオ」と記されている。翌1929年（昭和4年）1月8日には、松竹キネマが新しく導入した「幹部制度」において、井上正夫、岩田祐吉、藤野秀夫、川田芳子、栗島すみ子、柳さく子が大幹部、田中絹代が幹部、そして日夏は、斎藤達雄、結城一郎（のちの結城一朗）とともに、準幹部に昇進している。松竹は、日夏の活躍を期待したが、同年4月27日、満23歳のときに公開された島津監督による『春の唄』以降の出演記録は見当たらず、その後の消息も不明である。トーキー作品への出演は1作もなく、出演作品はすべてサイレント映画であった。没年不詳。

## フィルモグラフィ

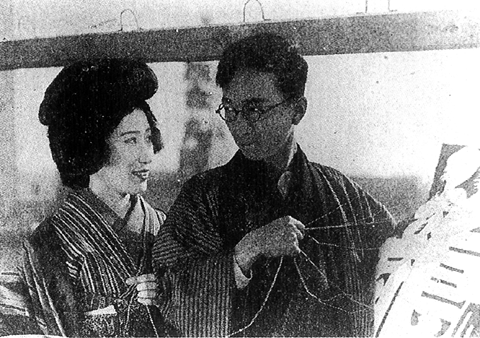
『宝の山』（1929年）のスチル写真、満23歳。左・日夏、右・小林十九二。

すべてクレジットは「出演」である。公開日の右側には役名、および東京国立近代美術館フィルムセンター（NFC）、マツダ映画社所蔵等の上映用プリントの現存状況についても記す。同センター等に所蔵されていないものは、とくに1940年代以前の作品についてはほぼ現存しないフィルムである。

### 初期
下記の通りである。
- 『日輪 前篇』 : 監督伊藤大輔、製作・配給聯合映画芸術家協会・伊藤映画研究所、1926年3月20日公開 - 小間使・きみ、「日夏百合江」名義
- 『観音堂の仇討』 : 監督高松操、製作・配給タカマツ・アズマプロダクション、1927年4月22日公開 - 娘お京、「日夏ゆりえ」名義
- 『愛染手網 前後篇』 : 監督高松操、製作・配給タカマツ・アズマプロダクション、1927年製作・公開 - 村娘おりん、「日夏ゆりえ」名義

### 松竹蒲田撮影所
すべて製作は「松竹蒲田撮影所」、すべて配給は「松竹キネマ」、すべてサイレント映画、すべて「日夏百合繪」名義である。
- 『雷親爺』 : 監督島津保次郎、1928年4月15日公開
- 『裏からおいで』 : 監督島津保次郎、1928年4月22日公開
- 『彼と東京』 : 監督牛原虚彦、1928年5月12日公開 [10]
- 『おい! 三太夫』 : 監督島津保次郎、1928年7月27日公開
- 『妻君廃業』 : 監督大久保忠素、1928年8月24日公開
- 『カボチヤ』 : 監督小津安二郎、1928年8月31日公開 - その妻かな子（主演）
- 『春ひらく』 : 監督島津保次郎、1928年9月28日公開 - 主演
- 『山彦』 : 監督清水宏、1928年10月20日公開 - その妻・妙子（主演）
- 『森の鍛冶屋』 : 監督清水宏、1929年1月5日公開 - 妹貞代、12分尺で現存（マツダ映画社所蔵[13]）
- 『愛人 時枝の巻』 : 監督池田義信、1929年1月15日公開
- 『大当り円満』 : 監督大久保忠素、1929年1月27日公開
- 『宝の山』 : 監督小津安二郎、1929年2月22日公開 - 芸妓染吉（主演）
- 『円タク坊ちゃん』 : 監督大久保忠素、1929年3月2日公開
- 『君恋し』 : 監督島津保次郎、1929年3月2日公開
- 『東京の魔術』 : 監督清水宏、1929年3月30日公開 - 小柳の弟子・安子[14]
- 『街の抒情詩』 : 監督重宗務、1929年4月6日公開
- 『春の唄』 : 監督島津保次郎、1929年4月27日公開